# Las flores (obra de teatro)
Las flores es una obra de teatro en tres actos de los Hermanos Álvarez Quintero, estrenada el 4 de diciembre de 1901.

## Argumento
Ambientada en la Sevilla de principios de siglo XX, narra la historia de una humilde familia, que se dedica a la venta de flores, compuesta por una madre, María Jesús, y cuatro de sus ocho hijas (Consuelo, Rosa María, Ángeles y Charito). Se viven, en un ambiente de felicidad, los amoríos de las jóvenes (Gabriel y Rosa María; Bernardo y Consuelo; Juan Antonio y Ángeles...), la visita de amigos y vecinos o la no fácil convivencia con la nuera, viuda del único hijo varón de la familia. Sin embargo, la sombra de la deshonra se cierne sobre la familia con la huida de Gabriel y Rosa María. Ésta volverá transcurrido un año, humillada por el infame, que la dejó abandonada. Gabriel retorna y seduce de nuevo a Rosa María que caerá en un amor falsamente declarado.

## Representaciones destacadas
- Teatro de la Comedia de Madrid, 1901. Intérpretes: Concha Catalá (Rosa María), Matilde Rodríguez (María Jesús), Rosario Pino (Consuelo), Lola Bramón (Ángeles), Mercedes Sampedro (Charito), Francisco Morano (Bernardo), José Tallaví (Gabriel), Javier Mendiguchía (Juan Antonio), Salvador Mora (Román).
- Teatro Español de Madrid, 1908. Intérpretes: María Guerrero (Rosa María), María Cancio (María Jesús), Rosario Pino (Consuelo), Catalina Bárcena (Ángeles), Francisca Martínez (Charito), Emilio Thuillier (Bernardo), Fernando Díaz de Mendoza (Gabriel), José Santiago (Juan Antonio), Felipe Carsi (Román).
- Teatro Beatriz de Madrid, 1948. Intérpretes: María Esperanza Navarro (Rosa María).

## Adaptaciones para televisión
Adaptada en dos ocasiones:
- En el espacio Primera fila, de Televisión Española el 30 de octubre de 1963, con dirección de Gustavo Pérez Puig y el siguiente elenco: María Banquer, Julia Gutiérrez Caba, Irene Daina, Mary Luz Torrenova, Tina Sáinz, Carmen Luján, Fernando Guillén, Fernando Delgado, Félix  Navarro, José Sepúlveda, Antonio Riquelme, Manuel Ripoll y Mer Casas.
- En el espacio Estudio 1, de Televisión Española el 30 de marzo de 1973, con dirección de Alfredo Castellón y el siguiente elenco: María José Alfonso, Fiorella Faltoyano, Vicky Lussón, Valeriano Andrés, Juanito Navarro, Rafael Arcos.